# چنگر غول‌پیکر
چنگر غول‌آسا یا چنگر غول‌پیکر (نام علمی: Fulica gigantea)، گونه‌ای از چنگرهاست که در دریاچه‌های آلتی‌پلانویی نواحی مرکزی پرو تا غرب بولیوی، شمال شرقی شیلی و شمال غربی آرژانتین یافت می‌شود. این پرنده با طولی بین ۴۸ تا ۶۴ سانتی‌متر یکی از بزرگ‌ترین اعضای خانوادهٔ یلوه‌هاست و پرندگان بالغ این گونه معمولاً توانایی پرواز ندارند. همچنین چنگر غول‌آسا تنها چنگری است که پاهایی قرمزرنگ دارد.
چنگر غول‌آسا همچون چنگر شاخدار تک‌جفت است و هر دو پرندهٔ نر و ماده آشیانهٔ عظیمشان را در دریاچه‌ای کوهستانی می‌سازند. با این حال، این گونه برخلاف چنگر شاخ‌دار بیشتر از گیاهان آبزی برای ساخت لانه بهره برده و هرگز کلنی‌سازی نمی‌کند.